# اورم الجوز
آورم الجوز (به عربی: أورم الجوز) یک منطقهٔ مسکونی در سوریه است که در اریحا واقع شده‌است. آورم الجوز ۴٬۶۸۳ نفر جمعیت دارد.